# Nahalal
Nahalal (נהלל) est un village fondé en 1921 dans la vallée de Jezreel, sur la route reliant Haïfa à Nazareth. Son nom est mentionné dans la Bible au Livre de Josué (19/15). À l'époque du Talmud et de la Mishna, il est appelé "Mahaloul". Le village abrite une école agricole de jeunes filles fondée en 1923 par Hana Meizel.

## Résidents célèbres
- Assi Dayan, (1945–2014), réalisateur, acteur, scénariste et producteur, fils de Moshe Dayan
- Moshe Dayan, Ministre de la défense
- Ruth Dayan (née Schwartz), première femme de Moshe Dayan
- Shmuel Dayan, homme politique ; père de Moshe Dayan
- Yael Dayan, députée et fille de Moshe Dayan
- Yehonatan Geffen (1947-2023), musicien, neveu de Moshe Dayan
- Amos Hadar, député
- Aryeh Nehemkin, ministre de l'agriculture
- Moshe Peled, général
- Amir Pnueli (1941–2009), informaticien
- Nissan Rilov (en) (1922–2007), peintre
- Meir Shalev (1948-2023), écrivain qui décrit la vie dans le moshav jusqu'aux années 1970 dans son ouvrage Ma grand-mère russe et son aspirateur américain
- Hannah Szenes, poète

Note:
- Ilan Ramon, le premier astronaute israélien, est enterré dans le cimetière de Nahalal mais n'y a jamais vécu.